# Callidrepana pulcherrima
Callidrepana pulcherrima là một loài bướm đêm thuộc họ Drepanidae. Nó được tìm thấy ở Myanma, bán đảo Mã Lai, Sumatra và Borneo.

## Hình ảnh

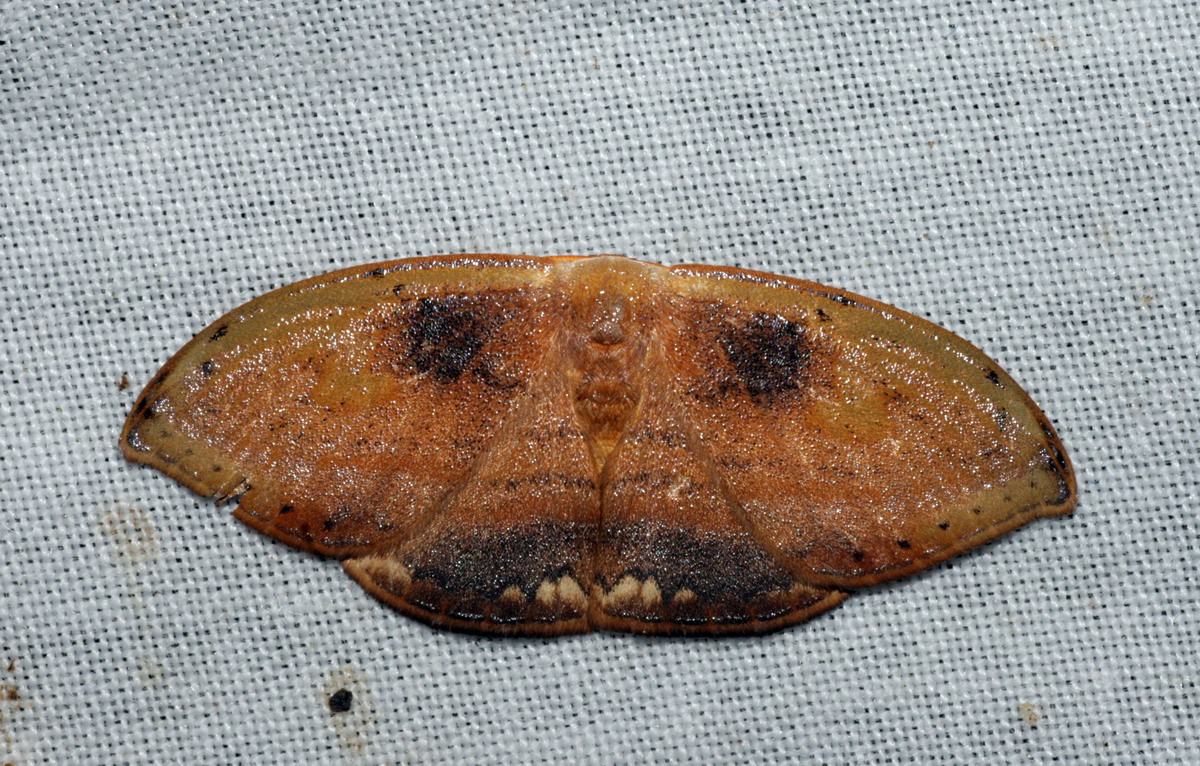